# Atypopenaeus compressipes
Atypopenaeus compressipes är en kräftdjursart som först beskrevs av Henderson 1893.  Atypopenaeus compressipes ingår i släktet Atypopenaeus och familjen Penaeidae. Inga underarter finns listade i Catalogue of Life.